# Sporobolus trichodes
Sporobolus trichodes är en gräsart som beskrevs av Albert Spear Hitchcock. Sporobolus trichodes ingår i släktet droppgräs, och familjen gräs. Inga underarter finns listade i Catalogue of Life.